# B4 (silnik)

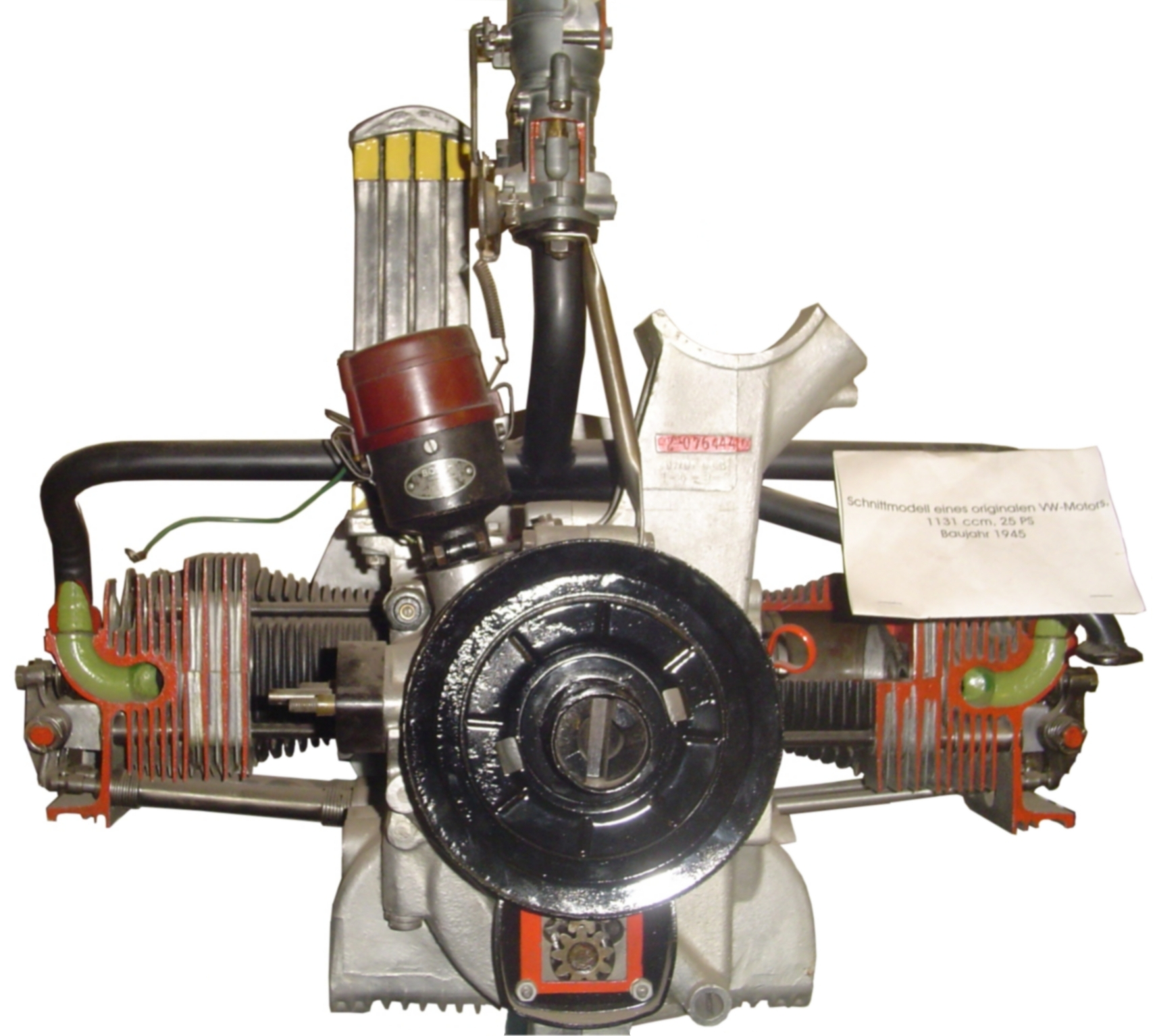
Silnik B4 Volkswagena Garbusa

B4 – silnik typu bokser o czterech cylindrach umieszczonych w dwóch rzędach.
Silnik typu B4 zapewnia niski środek ciężkości, niewielką długość oraz efektywne chłodzenie, jest jednak kosztowną konstrukcją, a czasem również nieco zbyt szeroki dla kompaktowych komór silników pojazdów samochodowych, co powoduje, że jest bardziej odpowiedni do motocykli i samolotów, aniżeli do samochodów osobowych.

Animacja działania silnika B4